# HD 36484
HD 36484，又名BD+32 1028，SAO 58179、HR 1850，是一颗恒星，视星等为6.48，位于銀經175.34，銀緯-0.15，其B1900.0坐标为赤經5h 26m 54.8s，赤緯+32° -0.15′ 50″。